# Raimundo Fernandes
Raimundo Nonato Pessoa Fernandes (São Miguel, 11 de julho de 1942 — Natal, 30 de março de 2023) foi um auditor fiscal e político brasileiro.
Era filiado ao PSDB, e deputado estadual pelo Rio Grande do Norte. Foi prefeito de São Miguel entre 1977 e 1982.
Morreu em 30 de março de 2023, aos 80 anos, em decorrência de um acidente doméstico, após cair de uma escada em sua residência três dias antes.